# Parque nacional de Lobéké
El Parque nacional de Lobéké (en francés: Parc national de Lobéké) es un parque nacional del sudeste de Camerún en el arrondisement Moloundou de la Región del Este. Ubicado en la cuenca del Congo, está delimitado al este por el río Sangha que sirve como frontera internacional de Camerún con la República Centroafricana y la República del Congo. Se encuentra junto a otras dos reservas en la República Centroafricana y el Congo. Al noroeste está el parque nacional Boumba Bek, y otro parque nacional en la región de Camerún del este.